# Винцнау
Винцнау (нем. Winznau) — коммуна в Швейцарии, в кантоне Золотурн. 
Входит в состав округа Гёсген. Население составляет 1655 человек (на 31 декабря 2007 года). Официальный код — 2501.

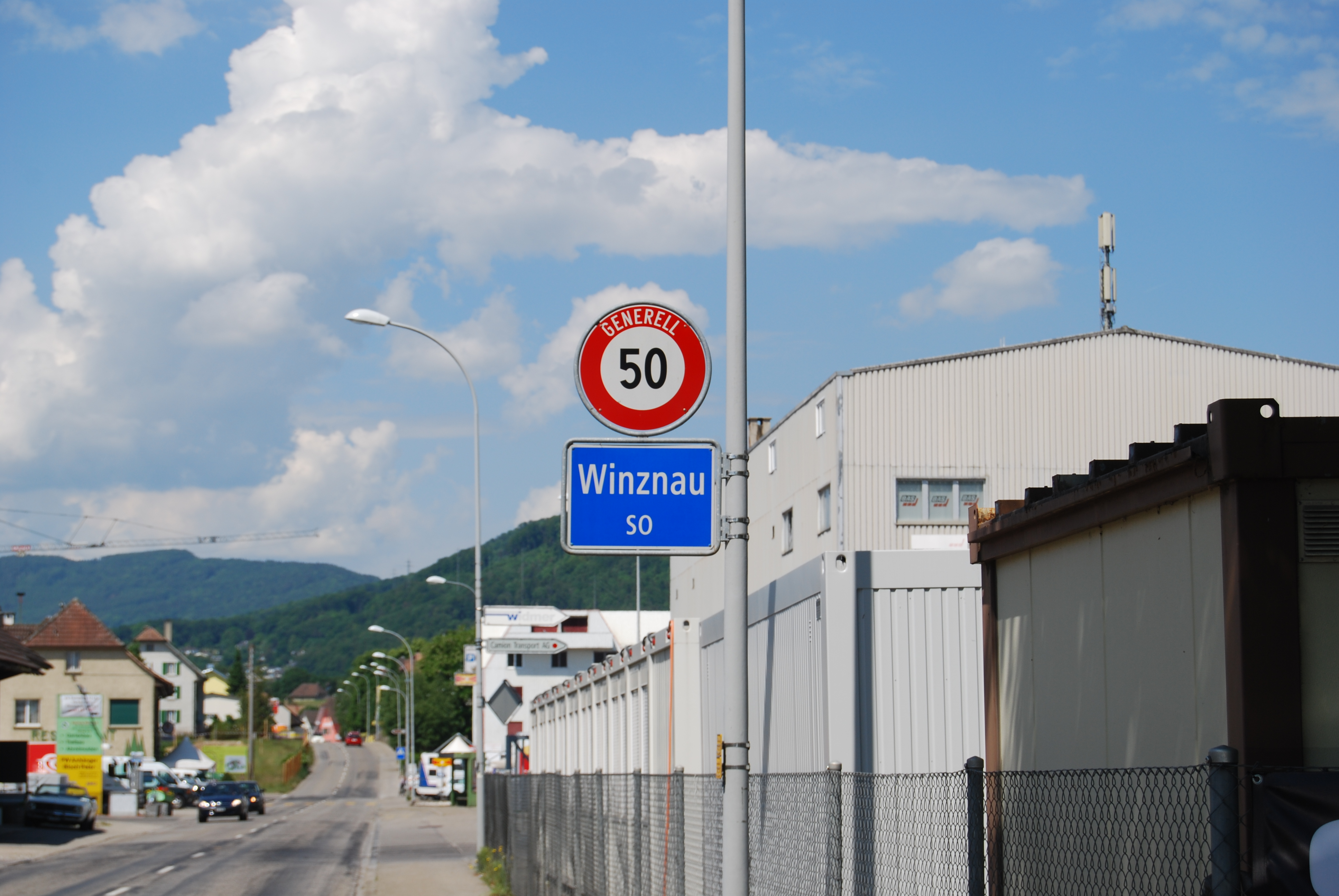
Винцнау